# Mormin
Mormin – jezioro w woj. wielkopolskim, w powiecie szamotulskim, w gminie Ostroróg, leżące na terenie Pojezierza Poznańskiego.
Jezioro położone jest w odległości około jednego kilometra od miasta Ostroróg. 

## Charakterystyka
Leży na obszarze pagórkowatym, a jego zlewnie to okoliczne pola i lasy. Jezioro ma kształt owalny, jest niewielkie (długość 0,49 km; szerokość 0,3 km). Jezioro posiada dopływ z Jeziora Książ i odpływ do Jeziora Wielkiego. Dno w dużej mierze porośnięte rogatkiem i wywłócznikiem, natomiast brzegi trzciną i pałką. Gatunki ryb występujące w jeziorze to między innymi karp, karaś, szczupak, lin, węgorz, leszcz czy okoń. W pobliżu jeziora znajduje się amfiteatr Gminnego Ośrodka Kultury w Ostrorogu.

## Dane morfometryczne
Powierzchnia zwierciadła wody według różnych źródeł wynosi od 11,0 ha przez 11,4 ha do 14,0 ha.
Zwierciadło wody położone jest na wysokości 68,0 m n.p.m. Średnia głębokość jeziora wynosi 3 m, natomiast głębokość maksymalna 3,5 m lub 4,0 m.

## Galeria

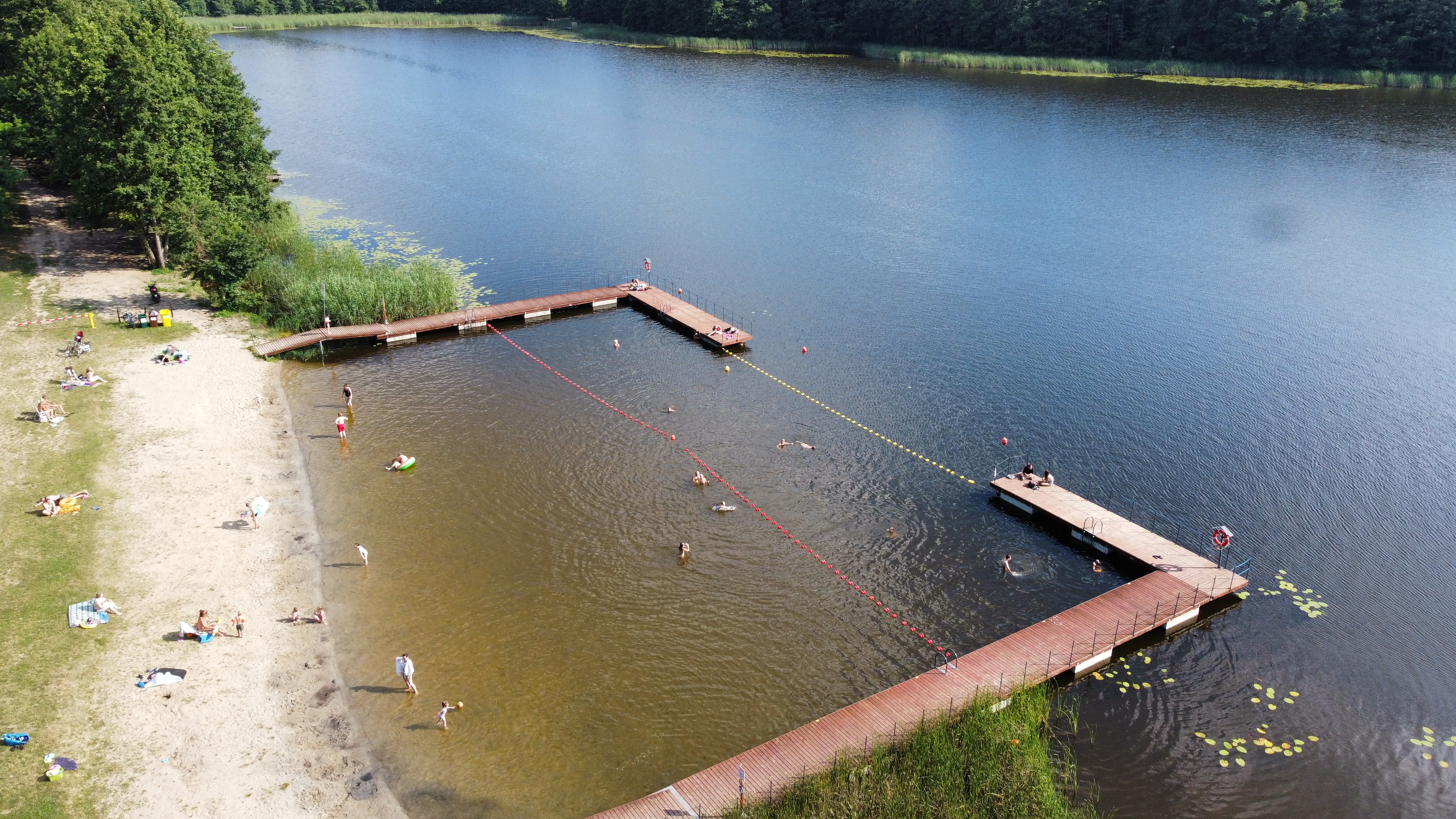
Zdjęcie z lotu ptaka
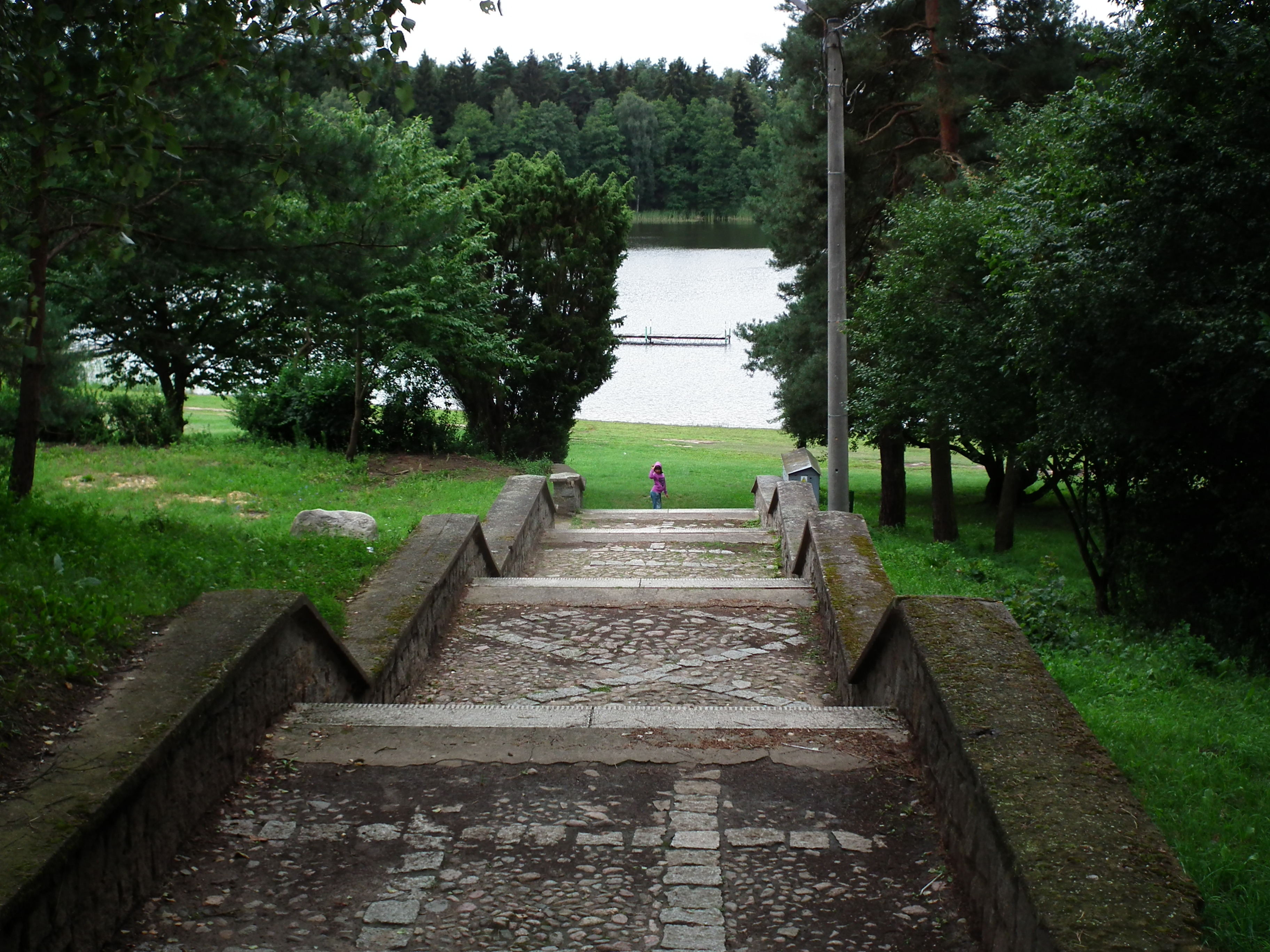
Schody na plażę z 1976